# Dallicordia
Dallicordia is een geslacht van tweekleppigen uit de  familie van de Lyonsiellidae.

## Soort
- Dallicordia alaskana (Dall, 1895)